# Sargodha (quận)
Quận Sargodha là một quận thuộc tỉnh Punjab, Pakistan. Quận có diện tích 5.854  km², dân số năm 1996 là 2.665.979 người với mật độ 455 người/ km². Thủ phủ là thành phố Sargodha. Đây là quận nông nghiệp với các nông sản như lúa mỳ, gạo và mía đường là các nông sản chính.